# Федоренко, Василий Владимирович
Василий Владимирович Федоренко (31.12.1919 — 02.05.1996) — помощник командира взвода 398-й отдельной разведывательной роты 337-й Лубенской ордена Богдана Хмельницкого стрелковой дивизии 27-й армии 2-го Украинского фронта, сержант. Герой Советского Союза.

## Биография
Родился 31 декабря 1919 года в селе Зубани ныне Глобинского района Полтавской области. Украинец. Член ВКП(б)/КПСС с 1944 года. Окончил семь классов неполной средней школы. Работал в колхозе, Великокрынковской ветеринарной больнице.
В 1939 году призван в ряды Красной Армии. В боях Великой Отечественной войны с 1941 года. Воевал на Южном, 1-м и 2-м Украинских фронтах. Был дважды ранен.
Помощник командира взвода 398-й отдельной разведывательной роты сержант В. В. Федоренко доблестно защищал город Севастополь, был участником десанта на Керченский полуостров, воевал на Курской дуге.
Однажды разведчики во главе с В. В. Федоренко возвратились из вражеского тыла с ценным «языком». Им оказался вражеский штабной офицер, сообщивший важные сведения нашему командованию. Смелость и находчивость бойцов взвода были отмечены правительственными наградами.
После Курской битвы разведчики 398-й отдельной разведывательной роты 337-й Лубенской ордена Богдана Хмельницкого стрелковой дивизии освобождали Полтавщину, форсировали Днепр, участвовали в Корсунь-Шевченковской операции.
18 марта 1944 года группа разведчиков под командованием сержанта В. В. Федоренко переправилась через реку Днестр в районе села Садковцы-Субботовка Могилёв-Подольского района Винницкой области и захватила село Старая Татаровка Дондюшанского района Молдавии. Пять раз враг бросался в контратаки, но не добился успеха. 20 марта 1944 года разведчики обнаружили в селе Городище большой обоз врага. Завязался бой, в котором сержант В. В. Федоренко уничтожил тридцать фашистов. Наши бойцы захватили двадцать подвод с боеприпасами и продовольствием и взяли в плен десять противников.
Указом Президиума Верховного Совета СССР от 13 сентября 1944 года за мужество и героизм, проявленные при форсировании Днестра и удержании плацдарма на его западном берегу сержанту Федоренко Василию Владимировичу присвоено звание Героя Советского Союза с вручением ордена Ленина и медали «Золотая Звезда».
После окончания Великой Отечественной войны старшина В. В. Федоренко демобилизовался. Работал слесарем. Жил в Симферополе. Умер 2 мая 1996 года. Похоронен в Симферополе.
Награждён орденами Ленина, Отечественной войны 1-й и 2-й степеней, Красной Звезды, медалями.